# AFN Berlin

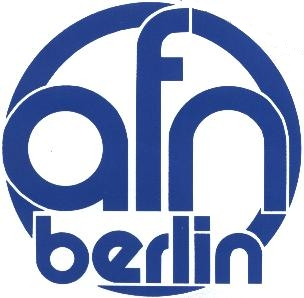
Logo de l'AFN Berlin

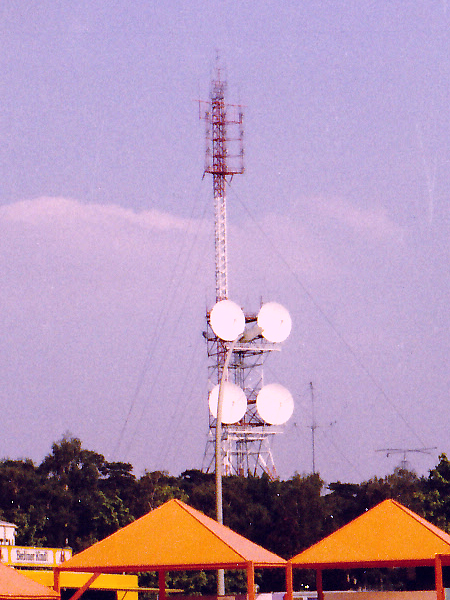
Cette tour émetteur dans Clayallee a été utilisé de diffuser l'AFN TV Berlin, 1986.

L' AFN Berlin était une station de radiodiffusion militaire américaine de l'American Forces Network, basée à Saargemünder Str 28, à Berlin-Dahlem. Elle a commencé à émettre le 4 août 1945, à midi, avec la Rhapsody in Blue de George Gershwin.
Au cours de blocus de Berlin, l'AFN Berlin a commencé à émettre en permanence. Après la construction du mur de Berlin, l'AFN Berlin a été diffusée 24 heures sur 24 jusqu'à juillet 1994. 
Le 15 juillet 1994, l'AFN Berlin a diffusé une émission spéciale de 3 heures sur les deux fréquences radio, qui a été retransmise en direct dans 54 pays. Puis quelques secondes avant 14 h, AFN Berlin a cessé d'émettre à jamais après avoir joué l'hymne national des États-Unis d'Amérique d’William Rivelli.

## Réception
l'AFN Berlin était diffusée en AM sur 1 107 kHz, en FM sur 87,85 Mhz (le 88FM) et diffusait des programmes télévisés sur le canal 29 (canal 25 des États-Unis), que l'on ne pouvait recevoir qu'avec un décodeur de couleur NTSC et dans le sud-ouest de Berlin.
Jusqu'au 23 novembre 1978, la fréquence AM était de 935 kHz. Grâce à des accords dans le Plan de fréquences de Genève, celle-ci a été changée à 1 107 kHz.

## Émissions
Produit par l'AFN Berlin :

### Radio 88FM
- Une émission matinale (lundi - vendredi)
- Une émission l'après-midi (lundi - vendredi)
- The Juice
- Disco
- Frolic at Five (heureux à cinq)
- Des émissions spéciales en direct de la fête populaire germano-américaine à la Hüttenweg à Berlin-Dahlem et des journées portes ouvertes à l'aéroport de Tempelhof (TCA).

### Télévision
- Berlin Tonight (journal du jour)
- Berlin PM (interviews sur les affaires locales)
- Berlin Tonight late edition
- Discover Berlin (trailer série)

## Présentateurs

### Radio
- Jacques Bannamon
- Rik DeLisle
- Jo Eager
- Rebecca Easley
- Lee Heft
- George Hudack
- Steve Kastelac
- Magnificent Magoo (Jim McCauley)
- Hank Minitrez
- Dan Simmons
- Tom Tucker
- Paul Dandridge (jusqu'à septembre 1968)

### Télévision
- Jacques Bannamon
- Rebecca Easley
- Hank Minitrez
- Dan Quakkelaar